# Molophilus iluka
Molophilus iluka är en tvåvingeart som beskrevs av Günther Theischinger 1992. Molophilus iluka ingår i släktet Molophilus och familjen småharkrankar. Inga underarter finns listade i Catalogue of Life.